# Ardense Pijl 2024
De 57e editie van de wielerwedstrijd Ardense Pijl vond plaats op 12 mei 2024. De wedstrijd startte en finishte in Stavelot en was 174 kilometer lang. De wedstrijd maakte deel uit van de UCI Europe Tour, met de categorie 1.2. De Belg Milan Donie won, voor zijn ploeggenoot Jarno Widar.

## Uitslag
| Plaats  | Naam               | Ploeg                      | Tijd          |
| ------- | ------------------ | -------------------------- | ------------- |
| Winnaar | Milan Donie        | Lotto Dstny Dev.           | 4u32'28"      |
| 2       | Jarno Widar        | Lotto Dstny Dev.           | + 38"         |
| 3       | Pau Martí          | Israel Premier Tech Acad.  | z.t.          |
| 4       | Alastair MacKellar | Hagens Berman Jayco        | + 1'16"       |
| 5       | Luke Tuckwell      | Trinity                    | + 1'41"       |
| 6       | Aaron Dockx        | Alpecin-Deceuninck Dev.    | z.t.          |
| 7       | Wouter Toussaint   | Wanty-ReUz-Technord        | + 1'46"       |
| 8       | Menno Huising      | Visma \| Lease a Bike Dev. | + 3'19"       |
| 9       | Thijs Van Looveren | RB Zelfbouw                | + 3'22"       |
| 10      | Lucas Jacques      | Bingoal WB Dev.            | + 3'59"       |
| 11      | Emiel Verstrynge   | Alpecin-Deceuninck Dev.    | + 3'58" [sic] |
| 12      | Tim Marsman        | Metec-Solarwatt p/b Mantel | + 4'01"       |
| 13      | Daniel Lima        | Israel Premier Tech Acad.  | + 4'06"       |
| 14      | Jørgen Nordhagen   | Visma \| Lease a Bike Dev. | + 4'26"       |
| 15      | Simone Gualdi      | Wanty-ReUz-Technord        | + 4'39"       |
| 16      | Wessel Mouris      | Metec-Solarwatt p/b Mantel | + 4'57"       |
| 17      | Tijmen Graat       | Visma \| Lease a Bike Dev. | + 4'59"       |
| 18      | Witse Meeussen     | Alpecin-Deceuninck Dev.    | + 7'45"       |
| 19      | Michiel Lambrecht  | Bingoal WB Dev.            | + 8'04"       |
| 20      | Aviv Bental        | Israel Premier Tech Acad.  | + 8'18"       |